# Ján Révai (biskup)
Hrabě Ján Révai ze Sklabině a Blatnice (Révay de Szklabina et Blatnicza), křtěný Ján Pavol (7. srpna 1748, Čachtice – 9. ledna 1806, Spišský Štiavnik) byl uherský římskokatolický duchovní, spišský biskup.

## Životopis
Pocházel z významných turčianského šlechtického rodu Révai. Jeho otcem byl Jan Révai a matkou baronka Júlia Bošáni (Bossányi de Nagybossány et Nagyugrócz). Nitrianský biskup Anton Révai byl bratrem jeho otce.
Filozofii a teologii studoval na Theresianské akademii ve Vídni, právo v Pešti. V roce 1770 byl vysvěcen na kněze. Marie Terezie ho v roce 1774 jmenovala spišským kanovníkem. 2. srpna 1783 byl jmenován nitranským velkoproboštem a titulárním biskupa bosonským. Po smrti svého strýce Antona Révaie ho nitranská kapitula zvolila kapitulním vikářem. Tuto funkci vykonával čtyři roky.
27. září 1787 ho Josef II. jmenoval spišským biskupem, po potvrzení papežem Piem VI. převzal diecézi 20. srpna 1788.
Zemřel 9. ledna 1806 v Spišském Štiavniku, pohřben byl v kryptě katedrále sv. Martina v Spišské Kapitule.